# 掃描探針顯微鏡
掃描探針顯微鏡（Scanning probe microscopy）是所有機械式地用物理探針在樣本上掃描移動以探測樣本影像的顯微鏡的统称。其影像解析度主要取決於探針的大小〔通常在纳米的範圍〕。掃描隧道顯微鏡是第一個被發明的掃描探針顯微鏡〔1981年〕，这是一种用于在原子水平表面成像的仪器。第一次成功的扫描隧道显微镜实验由Binnig和Rohrer完成。他们成功的关键是使用反馈回路来调节样品和探针之间的间隙距离。
许多扫描探针显微镜可以同时用几种相互作用来成像。使用这些相互作用来获得图像的方式通常被称为模式。

## 種類
AFM, 原子力顯微鏡
- 接觸式
- 非接觸式
- 動態接觸式

EFM, 靜電力顯微鏡
KPFM,開爾文探針力顯微鏡
MFM,磁力顯微鏡
MRFM, 磁共振力顯微鏡
NSOM, 近場光學掃描顯微鏡;SNOM,掃描近場光學顯微鏡
PSTM,光子掃描隧道顯微鏡
SCM,電容掃描顯微鏡
SGM, 門掃描顯微鏡
SThM, 熱掃描顯微鏡
STM, 掃描隧道顯微鏡
SVM, 掃描電壓顯微鏡

## 廠商
- 俄罗斯NT-MDT公司 （页面存档备份，存于）
- 美國維易科（Veeco）精密儀器有限公司 （页面存档备份，存于）

## 参阅
- 表面科学